# Joseph Campanella
Joseph Campanella (Manhattan, 21 november 1924 - Sherman Oaks, 16 mei 2018) was een Amerikaans acteur. Hij speelde in meer dan 200 film- en televisierollen van de jaren vijftig tot 2009.  

## Biografie
Campanella werd geboren in Manhattan en is de zoon van Siciliaanse immigranten. Zijn oudere broer Frank was ook een acteur. Hij en zijn broer groeiden op met het Italiaans als hun moedertaal en leerden pas later Engels spreken. In 1948 studeerde hij drama aan de Columbia-universiteit. 
Van 1959 tot 1962 speelde hij de rol van slechterik Joe Turino in de soap The Guiding Light. Hierna speelde hij vaak in televisiefilms en gastoptredens in series. Voor zijn rol in Mannix kreeg hij een nominatie voor een Emmy Award in de categorie beste mannelijke bijrol in een dramaserie. 
In 1985 speelde hij de rol van Hutch Corrigan in The Colbys, de spin-off van Dynasty. In 1987 ging hij naar de soap Days of our Lives, waar hij Harper Deveraux ging spelen, opnieuw een slechterik. Na zijn vertrek in 1988 keerde hij daarna nog terug van 1990 tot 1992. 
In 1996 ging hij advocaat 'Jonathan Young spelen in The Bold and the Beautiful. Het was slechts een bijrol en hij kwam slechts sporadisch aan bod, maar speelde de rol wel tot 2005. 
Hij trouwde in 1964 met Kathryn Jill Bartholomew en kreeg zeven zonen met haar. Hij overleed op 93-jarige leeftijd in zijn huis in Sherman Oaks aan de complicaties van de ziekte van Parkinson. 
- Biblioteca Nacional de España: XX4920050
- Bibliothèque nationale de France: cb141612885 (data)
- Gemeinsame Normdatei: 141079738
- International Standard Name Identifier: 0000 0001 1456 1923
- Library of Congress Control Number: n82012628
- National Archives and Records Administration: 10569275
- Nationale Bibliotheek van Israël: 987007347919305171
- Virtual International Authority File: 120327396
- WorldCat: E39PBJwX8VTH8CRVJxt6DHYpT3